# Krümmel (Lärz)
Krümmel ist ein Ortsteil der Gemeinde Lärz im Landkreis Mecklenburgische Seenplatte in Mecklenburg-Vorpommern. Der Ortsteil liegt sechs Kilometer westlich von Mirow unterhalb der Müritz, nördlich liegt der namensgebende Hauptort der Gemeinde Lärz und südlich der Ortsteil Troja.
Westlich des Dorfes liegt die Buchholzer-Krümmeler Heide, eine waldreiche Landschaft mit zwei größeren Seen: die Thüren mit der Bucht Tralowsee und die Nebel. Direkt am Ort befindet sich der kleinere Krümmeler See. An dessen Südufer befindet sich die Wüstung Göhren auf einer Halbinsel.

## Geschichte

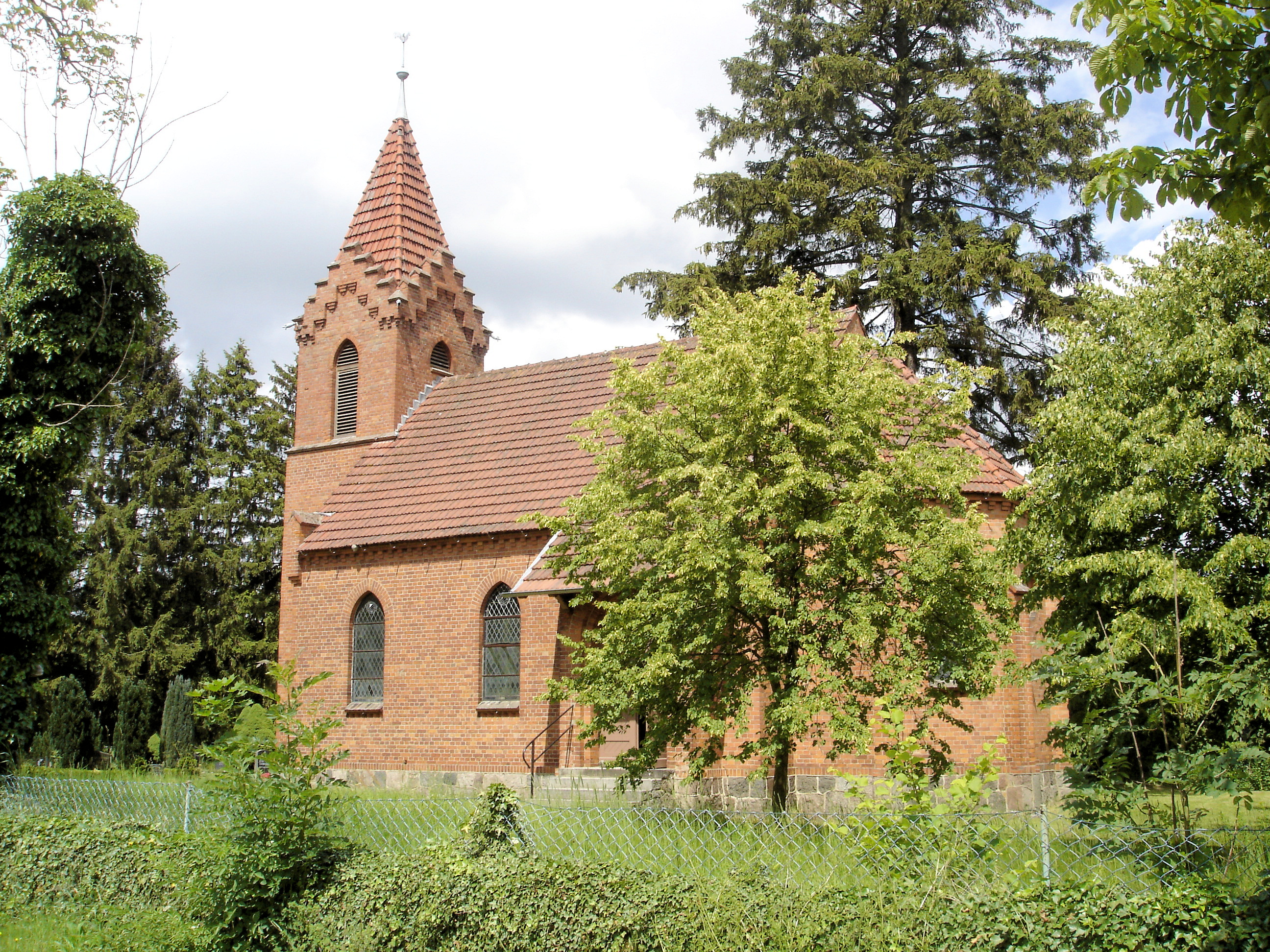
Neugotische Kirche in Krümmel

Am 23. November 1237 beurkundete Fürst Nikolaus von Werle und Herr zu Rostock die Grenzen und Scheiden des Dobbertiner Klostergebietes. Im Lande Turne das Dorff Lositz (Lärz) mit vierzig Hufen und dreißig Hufen zwischen Crumemir (Krümmel) und Zwertitz (Schwartz). Im Streit um den Besitz von Lärz einigten sich am 21. September 1249 in Röbel der Propst Heinrich vom Kloster Krevese in der Altmark und der Propst Volrad vom Kloster Dobbertin vor dem Röbeler Schiedsrichter Propst Srephan zum Verbleib von Lärz als dauernder Besitz beim Kloster Dobbertin nach Zahlung einer Entschädigungssumme von 30 Mark Slawischer Pfennige. Und als am 15. Dezember 1274 Nikolaus von Werle und seine Söhne Heinrich und Johann das Privileg des Klosters Dobbertin von vor 37 Jahren in Güstrow erneuern und erweitern, bestimmen sie auch die Feldscheiden und Grenzen mit den Seen und Wäldern um Crumere (Krümmel). Danach wurden auch alle im Lande Turne legenden Klostergüter mit dem Namen Sandpropstei zusammengefasst.
Der Name stammt aus dem Altslawischen von Crumemir und Crummere. Turne bedeutet so viel wie Auerochsenland. Crumemir kann aber auch als weit, fern, draußen und slawisch so als Ort der kromemer (Fernruhm) gedeutet werden. Der Ort lag in der Nähe vom Fernweg Mirow nach Wittstock.
Über die Besitzverhältnisse von Krümmel aus ältesten Zeiten ist nur bekannt, dass schon früh die Kerkberge, eine märkische Vasallenfamilie, auf dem Gut sitzen. Die Kerkberg, auch Kerberg, Kercberg geschrieben, hatten ihre Stammgüter in der Nähe von Pritzwalk. Am 12. Mai 1370 verkauften Otto und Hartmut Römer dem Beteke von Kerkberg ihre Besitzungen in Leussow und Rechlin am südlichen Ufer der Müritz. Die Kerkberg breiten sich allmählich weiter aus und erwarben die Lehen Krümmel, Göhren, Klopzow mit Retzow. 1497 sind sie erbeingesessene Besitzer in Krümmel.
1516 kam die Familie Martin von Rohr aus Neuhaus in den Besitz des halben Gutes in Krümmel und damit wahrscheinlich auch der Hälfte der Feldmark Göhren. Dieser Anteil wurde am 10. Januar 1583 für 10.000 Gulden an Levin Mo(a)rin verkauft. Ungewiss ist der Zeitraum des Wüstwerdens des Dorfes Göhren. Von 1606 bis 1609 verkauften die Morin ihren halben Anteil von Krümmel an Christoph von Arenstorff für 11.500 Gulden. Der landesherrliche Konsens und der Lehnbrief wurden darüber am 20. Oktober 1612 erteilt. Arenstorff erwarb 1625 von Hartwig von Kerkberg noch die Schäferei in Göhren (Gorenscher Hof).
Im Dreißigjährigen Krieg wurden Krümmel als auch Göhren schwer in Mitleidenschaft gezogen und waren nicht mehr bewohnbar. Noch am 17. März 1674 heißt es in einem gerichtlichen Aktenstück: Actum Krümmel auff sehl. Henning Kerberges ganz wüsten Hoeffe, woselbst nichts zu finden, alss die rudera des Hoeffs und ein alter bauwelliger Stall.
Während Krümmel wieder besiedelt wurde, blieb Göhren eine Wüstung. 1683 geht ganz Krümmel an die Söhne von Adam Christoph von Arenstorff. Der letzte Kerkbergsche Anteil wurde 1705 für 700 Thaler an Leutnant Georg Otto von Arenstorff verkauft. Von da an gehörte ganz Krümmel den von Arenstorff. In den vierziger Jahren des 14. Jahrhunderts soll ein von Arenstorff auf Krümmel noch einen Kriegs- und Rachefeldzug gegen den Flecken Mirow geführt haben.
Im Jahr 1734 wurden die Kirche und die Gutsanlage durch Michael von Arenstorff errichtet. Von 1732 bis 1746 bestand schon eine Glashütte mit vier Teeröfen. 1829 war Georg Heinrich Wilhelm Friedrich von Arenstorff der Besitzer und ab 1842 Alexander von Arenstorff. Im Jahr 1799 gehören auch Ahrensfelde, Ichlim und Troja zum Gut. 1896 verkaufte Friedrich von Arenstorff das Gut Krümmel an Fürst Georg von Schaumburg-Lippe, die es bis 1945 in Besitz hatten. Ab 1937 war Wolfrad Fürst zu Schaumburg-Lippe der Gutsbesitzer.
Nach dem Zweiten Weltkrieg wurde die Familie von Schaumburg-Lippe enteignet und das Gut aufgeteilt. Bei der Gebietsaufteilung 1947 kam Krümmel zu Schwarz und gehörte ab Juli 1950 zum Kreis Waren und ab November zum Kreis Neustrelitz. Von 1956 bis 1958 wurden MTS-Häuser gebaut und die Straße nach Lärz gepflastert. 1962 hatte man am Nebelsee einen Zeltplatz errichtet und ab 1966 entstanden dort auch die ersten Wochenendhäuser. 1973 kam die Eingemeindung nach Lärz. 1974 war die Dorfstraße fertig und 1987 die Konsum-Verkaufsstelle.
1991 erfolgte die Zusammenführung der LPG Pflanzen- und Tierproduktion zur Agrargenossenschaft, die 1998 in eine Agra-GmbH Lärz/Krümmel umgewandelt wurde.
Am Up'n Hoff 6 stehen noch das 1825 erbaute Gutshaus, eine Scheune und Reste des Parks der ehemaligen Gutsanlage. Zwischen 1996 und 1998 erwarb Friedhart von Maltzahn 800 Hektar Wald in der Krümmeler Heide und errichtete bis 2002 einen Forstbetrieb.
2012 feierten die 168 Krümmeler Einwohner 775 Jahre der Ersterwähnung ihres Dorfes.

### Ungedruckte Quellen
- Landeshauptarchiv Schwerin
  - LHAS 3.2-3/1 Landeskloster/Klosteramt Dobbertin.
- Landeskirchliches Archiv Schwerin
  - Pfarrarchiv Lärz mit Boek, Diemitz, Krümmel und Rechlin, Nr. 23 Pfarrchronik 1541–1951.

### Gedruckte Quellen
- Mecklenburgisches Urkundenbuch (MUB)
- Mecklenburgische Jahrbücher (MJB)